# Yad La-Shiryon

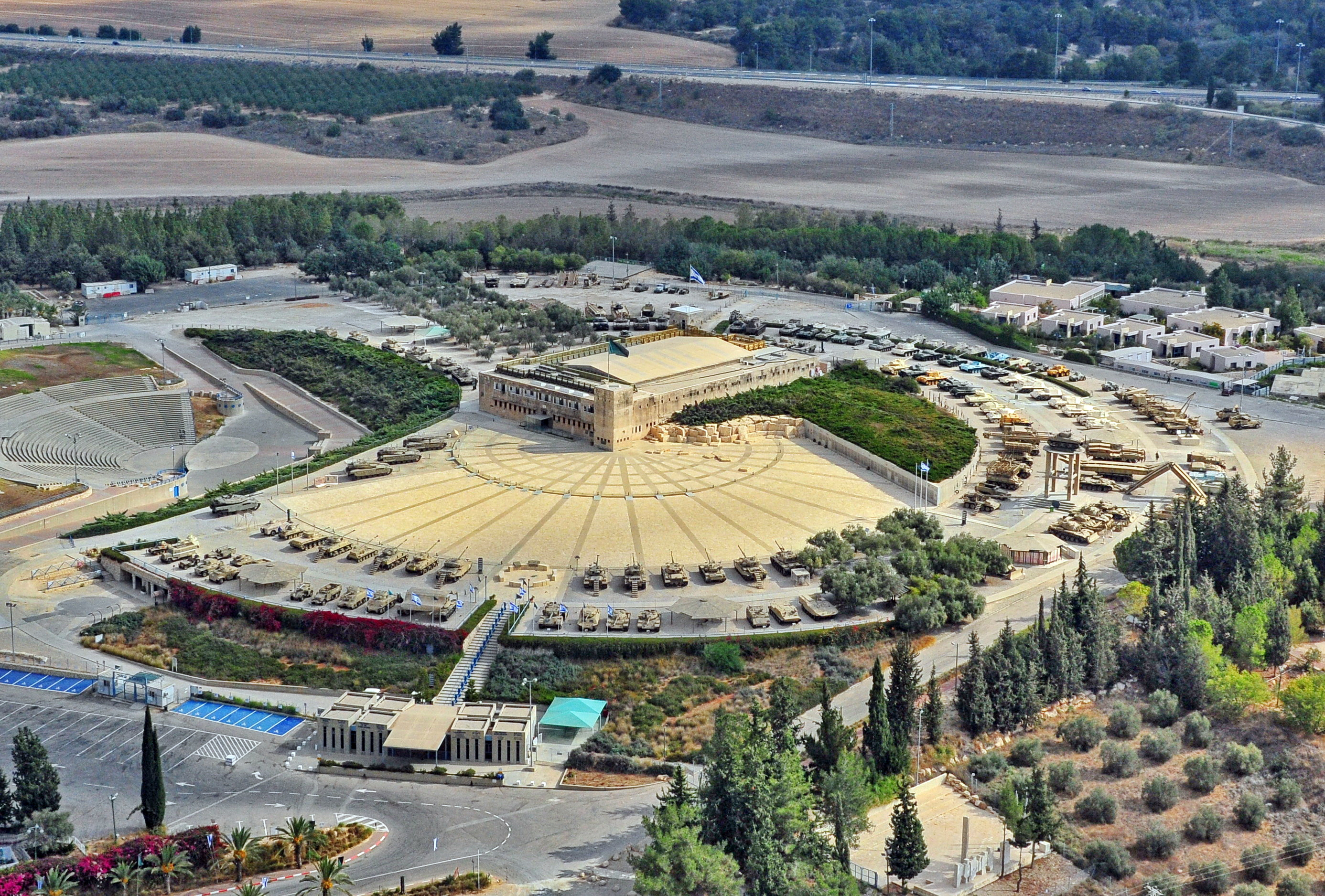
Luftbild von Yad La-Shiryon

Yad La-Shiryon (offizieller Name Gedenkstätte und Museum des israelischen Panzerkorps in Latrun; hebräisch יד לשריון) ist eine Gedenkstätte für gefallene Soldaten der israelischen Verteidigungsstreitkräfte und ein Militärmuseum in Latrun. Es befindet sich auf dem Gelände eines ehemaligen britischen Polizeiforts und am historischen Schlachtfeld von Latrun. Seit seiner Gründung 1982 hat sich das Museum zu einem zentralen Ort der Erinnerung, Forschung und militärischen Bildung entwickelt.

## Entstehung der Stätte

### Initiierung

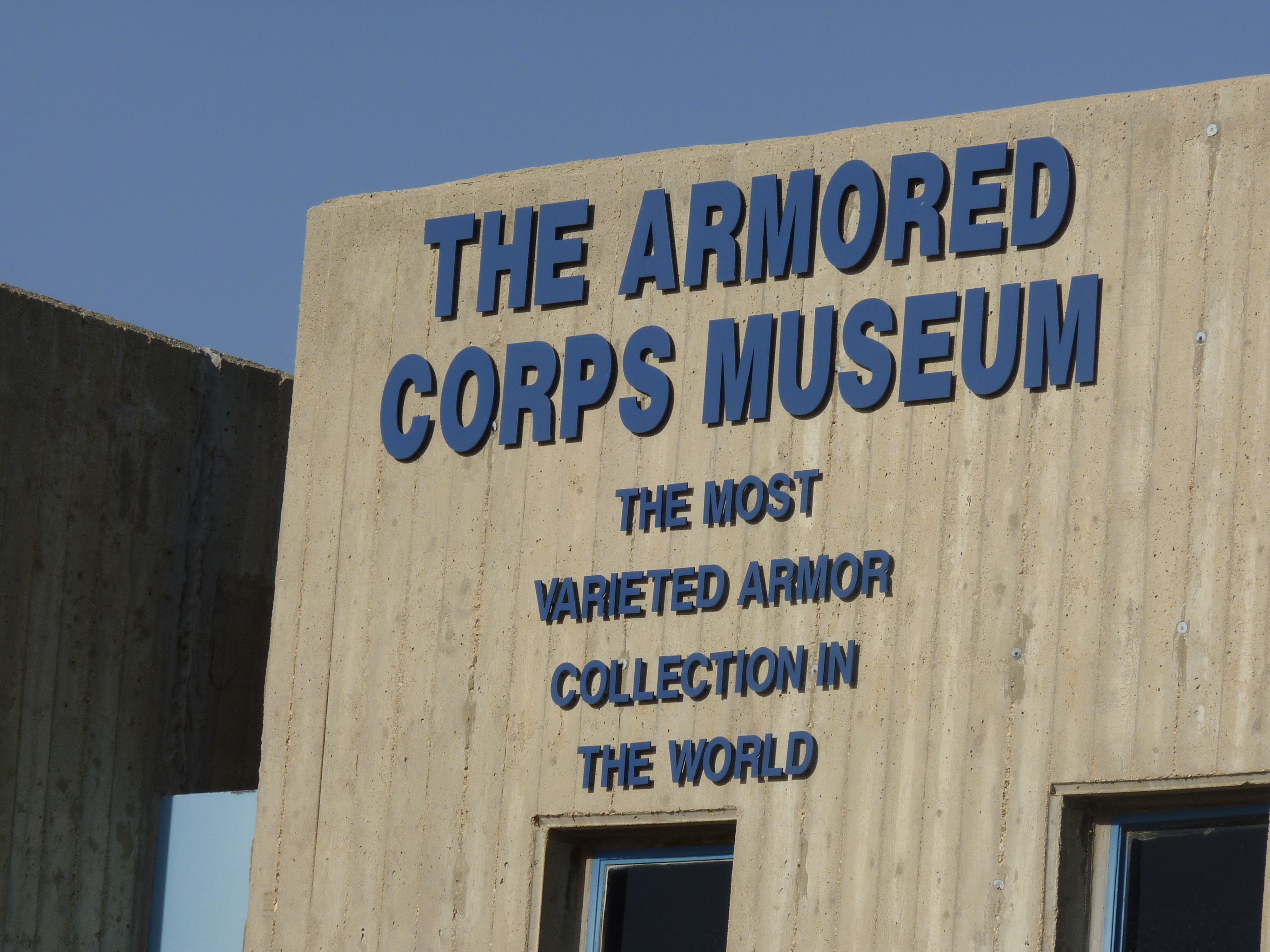
Eingang zur Panzerausstellung

Die Idee zur Errichtung von Yad La-Shiryon hatten 1978 ehemalige Offiziere des israelischen Panzerkorps. Ziel war es, die Geschichte der gepanzerten Streitkräfte Israels zu dokumentieren und zu würdigen. Die Grundsteinlegung war am 14. Dezember 1982.

### Ted Arison und die Ted Arison Family Foundation
Eine bedeutende Rolle bei der Finanzierung und Unterstützung des Museums spielte Ted Arison, ein israelisch-amerikanischer Reeder und Gründer von Carnival Cruise Lines.
Er gründete die Ted Arison Family Foundation, die sich für kulturelle und gemeinnützige Projekte in Israel engagiert. Die Stiftung war maßgeblich an der finanziellen Förderung von Yad La-Shiryon beteiligt und unterstützte die Entwicklung des Museums durch strategische Investitionen. Ted Arison war selbst Mitglied des Panzerkorps.

## Ausstellung und Besucherzahlen

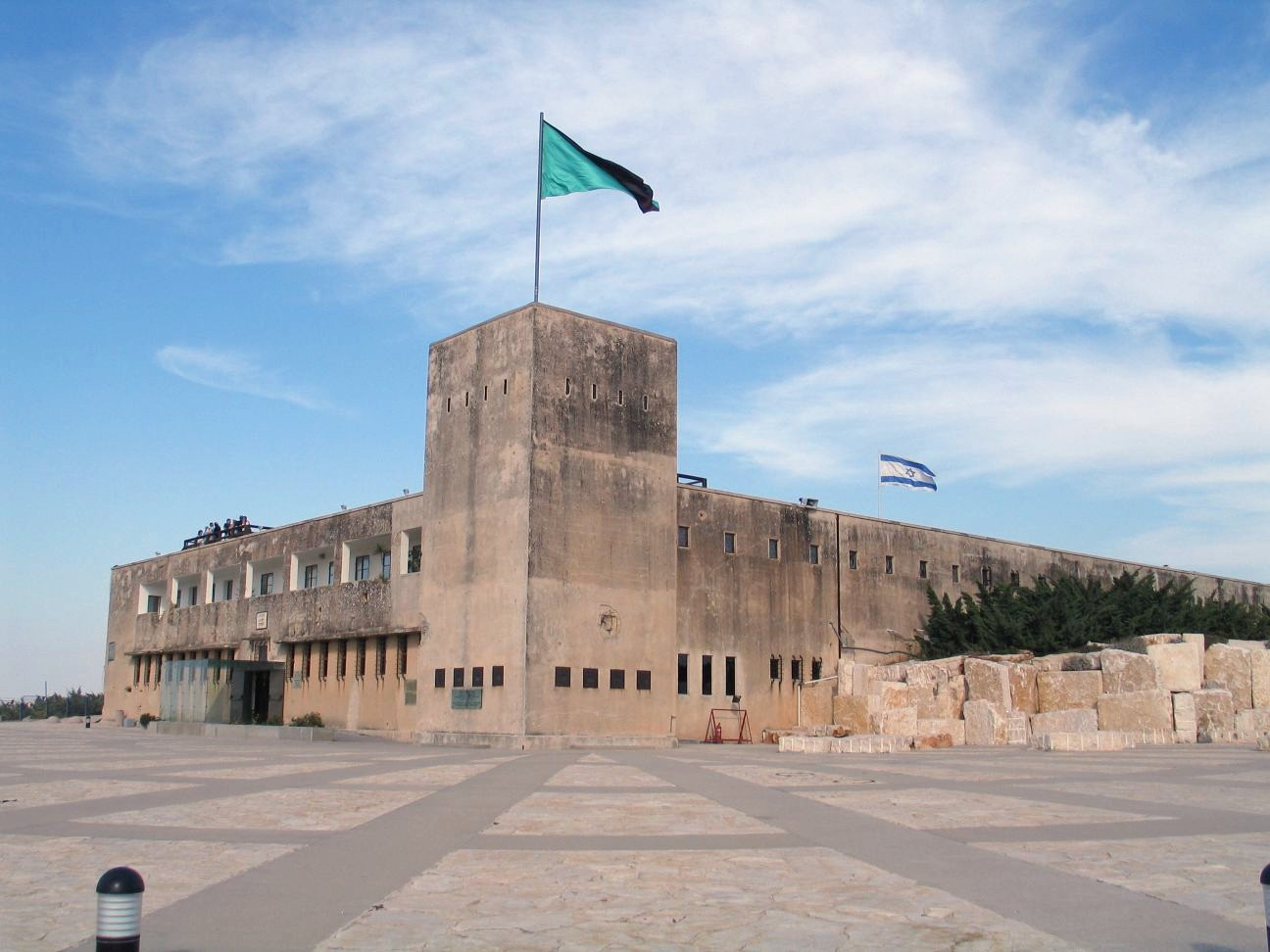
Das Museum im ehemaligen britischen Polizeifort

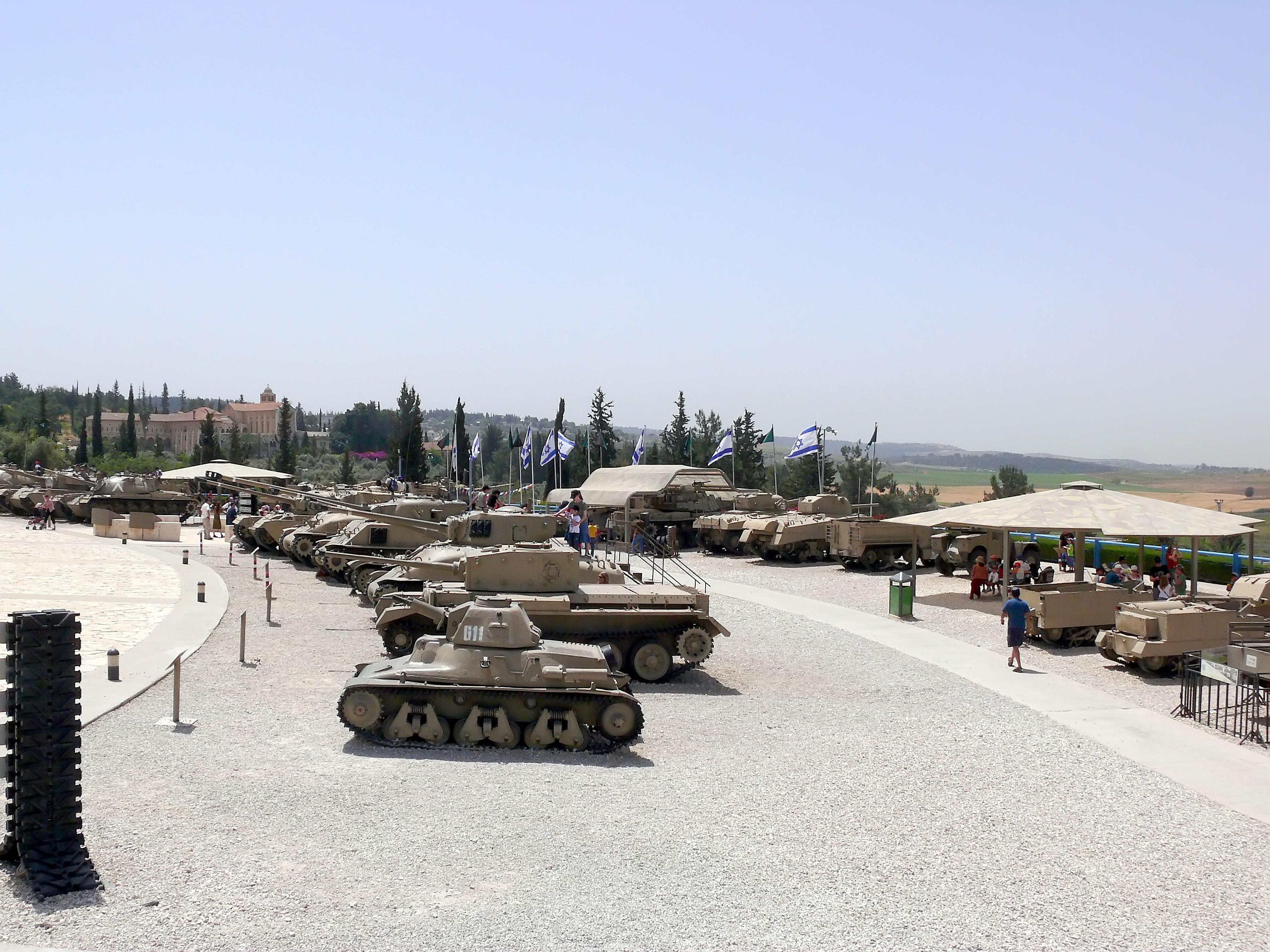
Ausgestellte Panzer

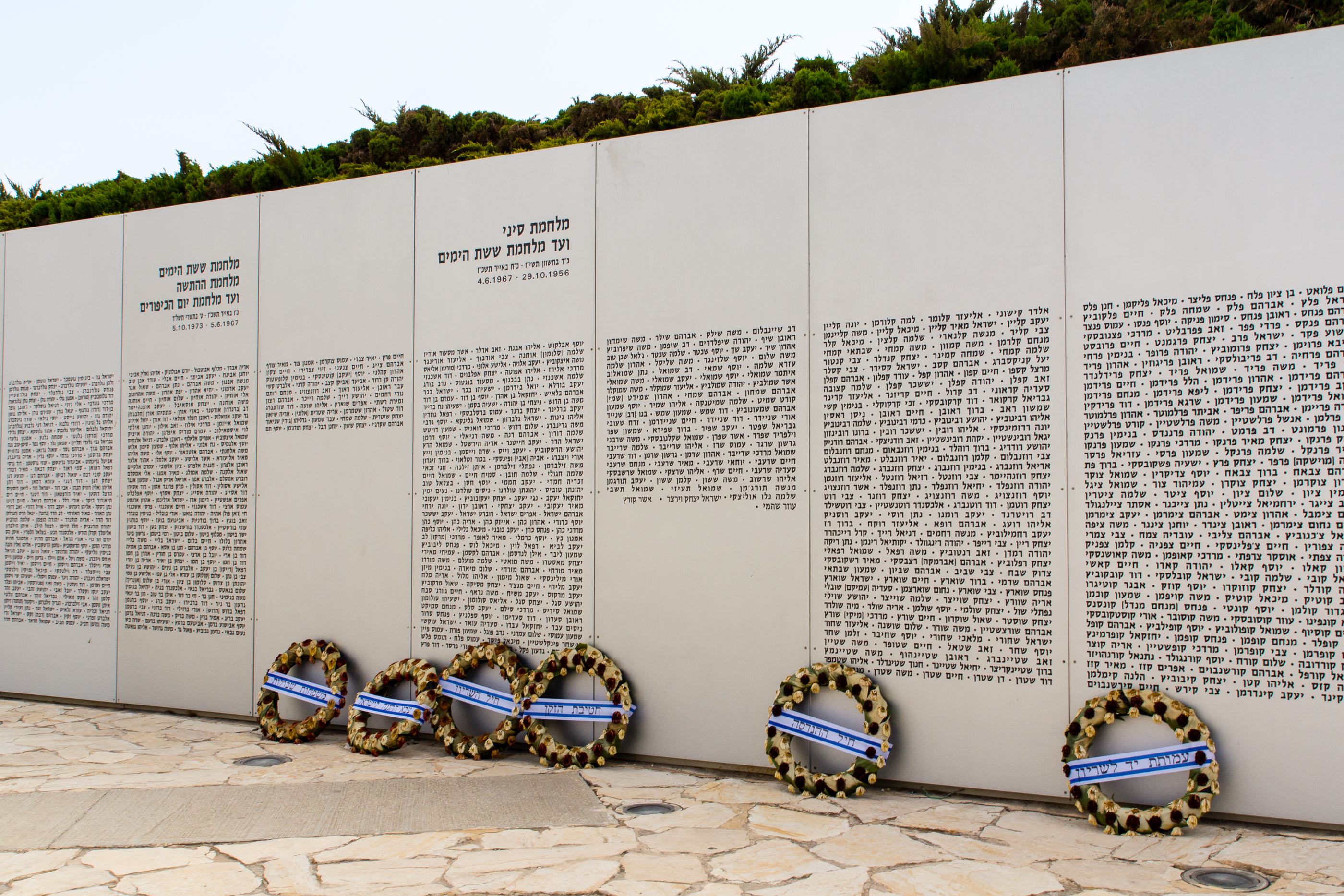
Gedenkwand mit den Namen der Gefallenen des Panzerkorps

Seit seiner Eröffnung entwickelte sich Yad La-Shiryon von einer reinen Ausstellungshalle zu einer interaktiven Gedenkstätte. In dem Museum stehen über 160 Panzer und gepanzerte Fahrzeuge. Dazu gehören israelische Modelle wie der Merkava und erbeutete oder erworbene Fahrzeuge aus anderen Ländern, darunter der T-34, T-54, T-55, T-62 und ein amerikanischer M4 Sherman sowie ein deutscher Leopard.
Neben dieser Sammlung verfügt das Museum auch über ein Amphitheater, ein Auditorium für Präsentationen und Vorträge sowie eine Gedenkwand, auf der die Namen aller gefallenen Soldaten des israelischen Panzerkorps eingraviert sind. Eine Ausstellung über jüdische Soldaten im Zweiten Weltkrieg ist ebenfalls Teil des Museums.
Die Besucherzahlen sind über die Jahre kontinuierlich gestiegen, wobei die Kombination aus militärischer Geschichte und moderner Präsentationstechnik eine breite Zielgruppe anspricht. Besonders an nationalen Feiertagen und Gedenktagen verzeichnet das Museum einen hohen Besucherandrang.

## Bedeutung
Das Museum zeigt die Geschichte der israelischen Panzertruppen und hat jährlich mehrere Tausende Besucher. Es ist nicht nur historische Ausstellung, sondern auch Bildungszentrum für Militärangehörige, Historiker und Touristen.